# Rivière du Québec
La rivière du Québec est un affluent du lac Abitibi, coulant dans Roquemaure, municipalité régionale de comté (MRC) d’Abitibi-Ouest, dans la région administrative de l’Abitibi-Témiscamingue, au Québec, au Canada.
La rivière du Québec coule entièrement en territoire forestier tout près de la frontière de l’Ontario, sauf une zone agricole à la fin de son cours. La foresterie constitue la principale activité économique de ce bassin versant ; l’agriculture en second et les activités récréotouristiques, en troisième.
La rivière du Québec est desservie par le chemin de 2e et 3e rang de Roquemaure et la route d’Hebecourt.
Annuellement, la surface de la rivière est habituellement gelée de la mi-novembre à la mi-avril, toutefois la circulation sécuritaire sur la glace se fait généralement de la mi-décembre à la fin mars.

## Géographie
La rivière du Québec prend sa source d’un petit lac non identifié (altitude : 313 m) dans Roquemaure, en Abitibi-Ouest.
Les principaux bassins versants voisins sont :
- côté nord : Lac Abitibi ;
- côté est : rivière Duparquet, ruisseau Antoine ;
- côté sud : Lac Hébécourt, ruisseau Marriott, rivière Magusi ;
- côté ouest : rivière Mattawasaga (Ont.).

À partir de sa source, la rivière du Québec coule sur 13,2 km selon les segments suivants :
- 3,9 km vers l'ouest, jusqu’à un coude de rivière ;
- 2,8 km vers le nord, jusqu’à un coude de rivière ;
- 3,0 km vers le sud-ouest, jusqu’à un coude de rivière ;
- 1,8 km vers le nord-ouest, jusqu’à un ruisseau (venant du sud-ouest et drainant une zone du côté de l’Ontario) ;
- 2,0 km vers le nord-est jusqu’au pont du chemine du 2e et 3e rang de Roquemaure où se situe son embouchure[2]

L’embouchure de la rivière du Québec est localisée à :
- 14,2 km au sud-est de l’embouchure de la rivière Duparquet ;
- 1,6 km à l'est de la frontière de l’Ontario ;
- 53,0 km à l'est de l’embouchure du lac Abitibi (en Ontario) ;
- 53,2 km au nord-ouest du centre-ville de Rouyn-Noranda.

La rivière du Québec se décharge sur la rive sud d’une baie du lac Abitibi à proximité de l’embouchure du ruisseau Antoine (venant de l’est). De là, le courant traverse le lac Abitibi sur 65 km vers l'ouest, en contournant deux grandes presqu’îles s’avançant vers le nord.
À partir de l’embouchure du lac Abitibi, le courant emprunte le cours de la rivière Abitibi, puis de la rivière Moose pour aller se déverser sur la rive sud de la baie James.

## Toponymie
Cet hydronyme fait référence au fait que cet affluent du lac Abitibi qui chevauche l’Ontario et le Québec, s’avère le premier en territoire québécois en allant vers l’est.
Le toponyme rivière du Québec a été officialisé le 4 février 1982 à la Commission de toponymie du Québec.